# 服务级别指标
在信息技术中，服务级别指标（ SLI ）是对服务提供商提供给客户的服务级别的度量。SLI 是 服务级别目标（SLO）的基础，服务级别目标又是 服务级别协议（SLA）的基础； 因此，SLI也称为 SLA metric。
尽管每个系统所提供的服务都不相同，但也有一些常见的 SLI 。常见的SLI包括延迟，吞吐量，可用性和错误率。其他一些 SLI 包括持久性（在存储系统中），端到端延迟（对于复杂的数据处理系统，尤其是管道系统）和正确性。